# Пиццоланте, Серджо
Серджо Пиццоланте (итал. Sergio Pizzolante, родился 24 января 1961 года в Кастриньяно-дель-Капо) — итальянский политик, депутат Палаты депутатов Италии от партии «Новый правый центр», заместитель председателя фракции «Народная зона».

## Биография
Образование — среднее, занимался частной предпринимательской деятельностью. Избран впервые в Палату депутатов Италии по итогам парламентских выборов 2006 года от избирательного округа Эмилия-Романья по списку партии «Вперёд, Италия». Переизбран в 2008 и 2013 годах по списку партии «Народ свободы», после её распада перешёл в «Новый правый центр» под руководством Анджелино Альфано.
Пиццоланте является членом XI комиссии (по государственному и частному труду) с 7 мая 2013 года и членом парламентской комиссии по расследованию похищения и убийства Альдо Моро с 1 октября 2014 года.